# 煮込みうどん

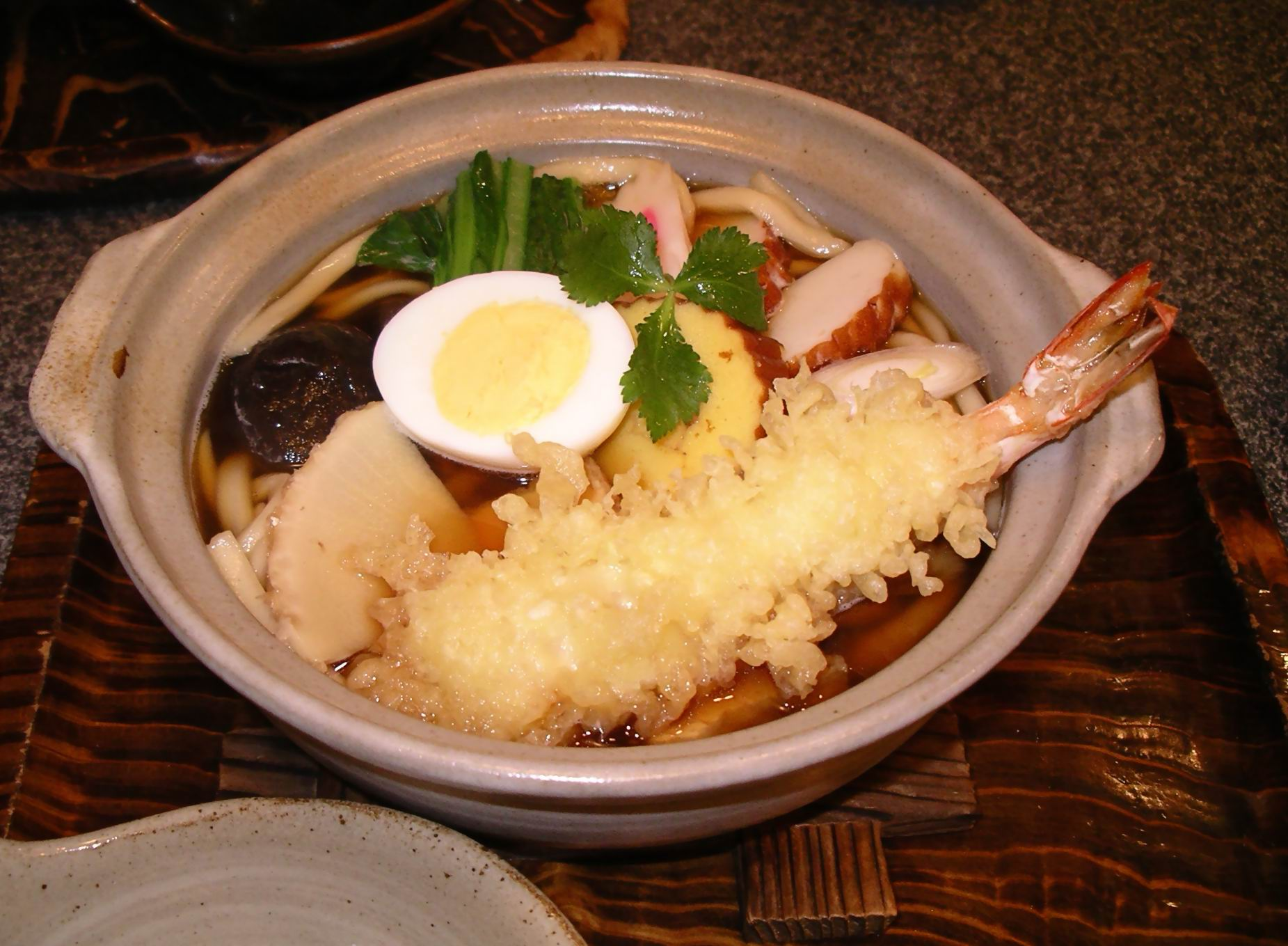
鍋焼きうどん

煮込みうどん（にこみうどん）は、うどんの生麺を出汁やつゆで具材と一緒に煮込む調理法または食べ方の一つである。日本各地に様々な煮込みうどんが存在する。

## 概要
煮込みうどんは長時間、麺と共に供される汁の中で煮込まれたうどん料理。一人用の小型の器で直接調理され、そのまま熱いまま供されることが一般的であり、非常に熱い状態で食べることが特徴である。またうどんをつゆや出汁で煮込むためうどんに味がしみ込むことが他のうどんとは大きく異なる点である。
つゆや麺の素性にはバリエーションが多数ある。日本の全国各地に、郷土料理として存在し、山梨県のほうとう、名古屋の味噌煮込みうどんなどが有名である。また、個別の店の名物メニューとして他店になかなかないものが出される例もある。
麺は通例生麺を使用し、下ゆでせずにそのまま長時間煮る。下処理として麺を湯がいた後汁で改めて煮る場合もある。現在では簡便な調理法として、乾麺や冷凍麺、茹で麺が使われることも多い。汁は醤油または味噌味で、煮干しや鰹節を出汁として使うものが多いが、これは長時間煮込むため風味の残りやすい強い出汁が好まれるためと考えられる。

## 日本各地の煮込みうどん

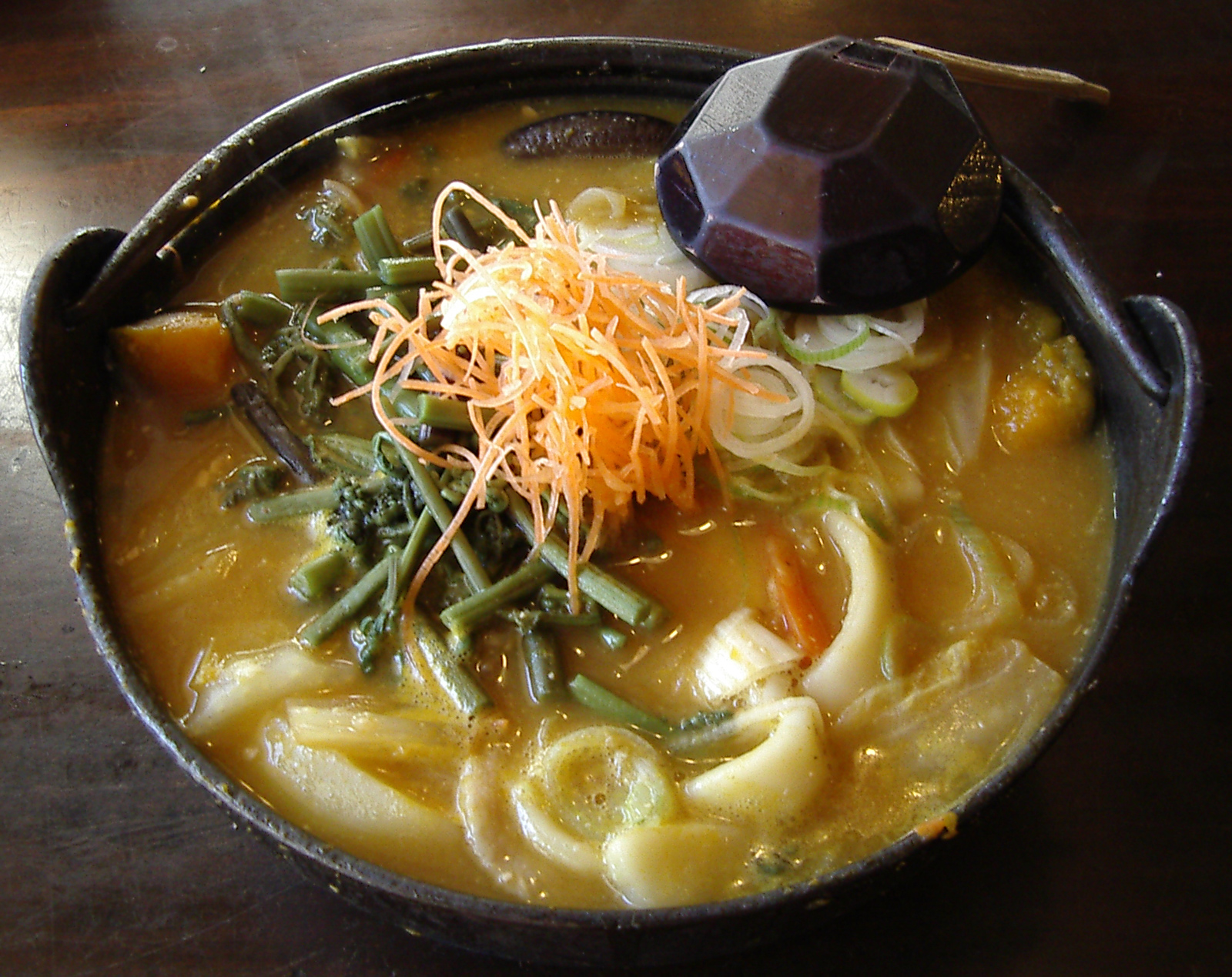
ほうとう専門店のほうとう

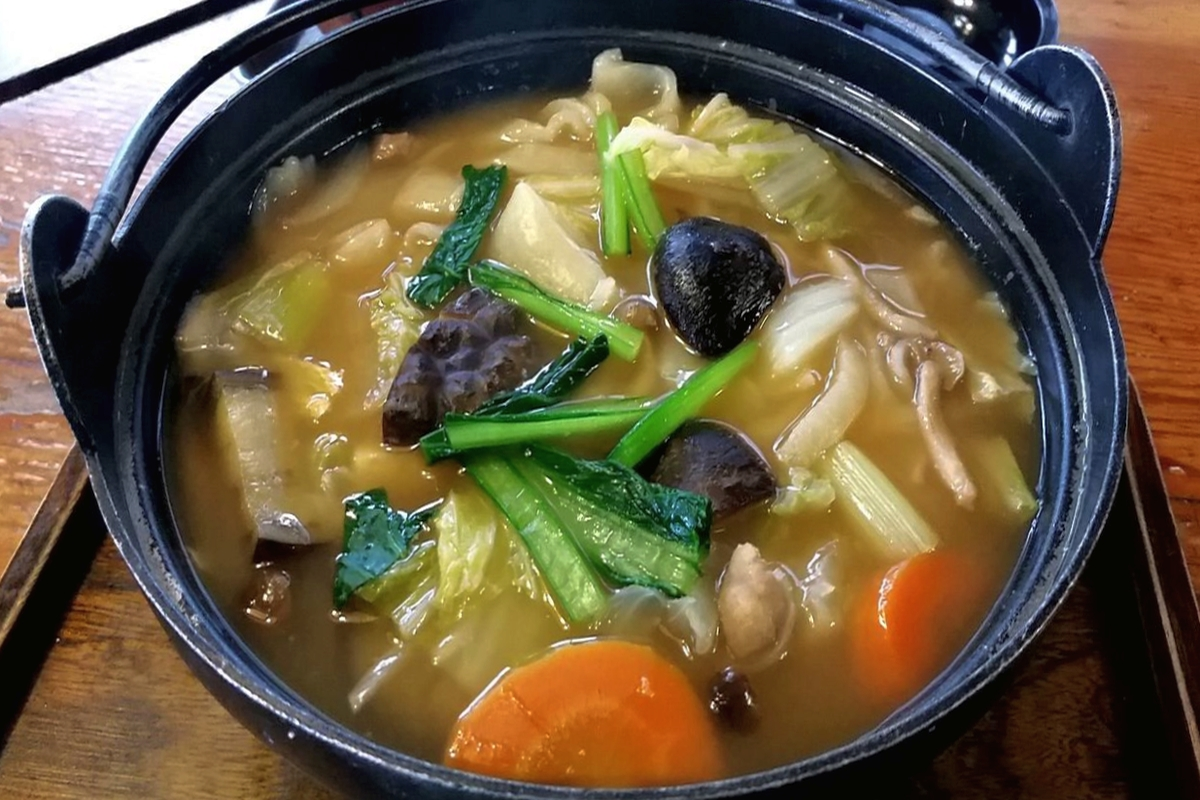
武州の煮ぼうとう

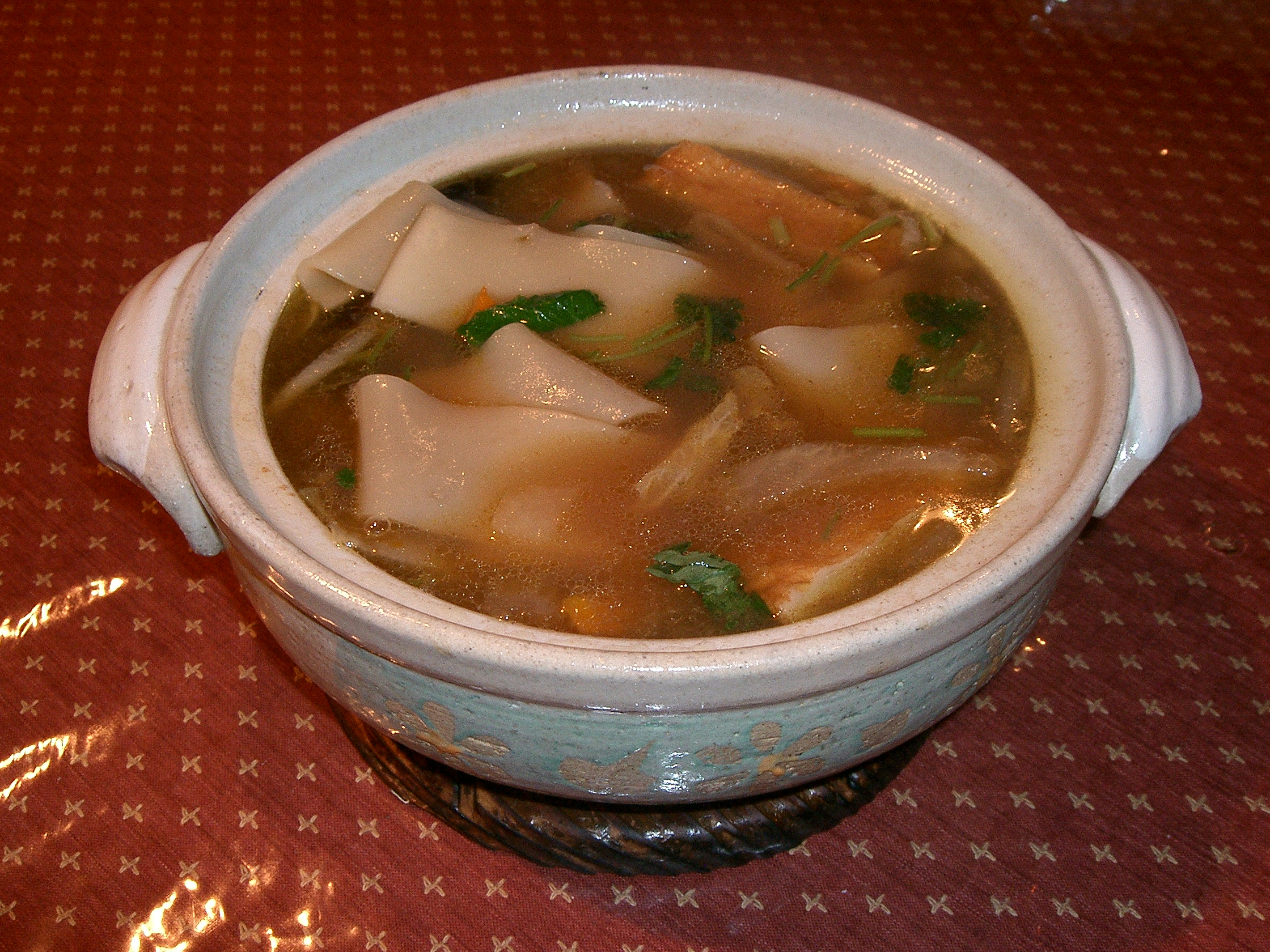
上州郷土料理店のおっきりこみ

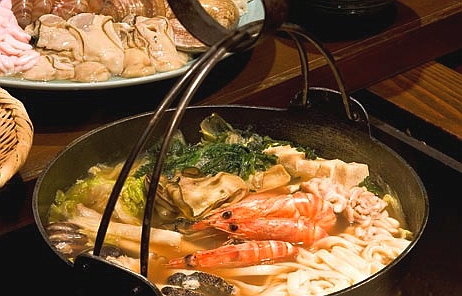
南部はっと

鍋焼きうどん
一人用の小型の土鍋やステンレス製の鍋に茹でたうどんとめんつゆを入れ、その上にシイタケ、蒲鉾、ニンジンやネギなどの野菜類、鶏肉、エビの天ぷら、生卵、麩などの具を乗せて煮込んだもの。沸騰したまま供し、鍋から直接食べる。鍋焼きうどんは日本各地に存在する。通常醤油仕立てであり、地方により入れる具は多様である。

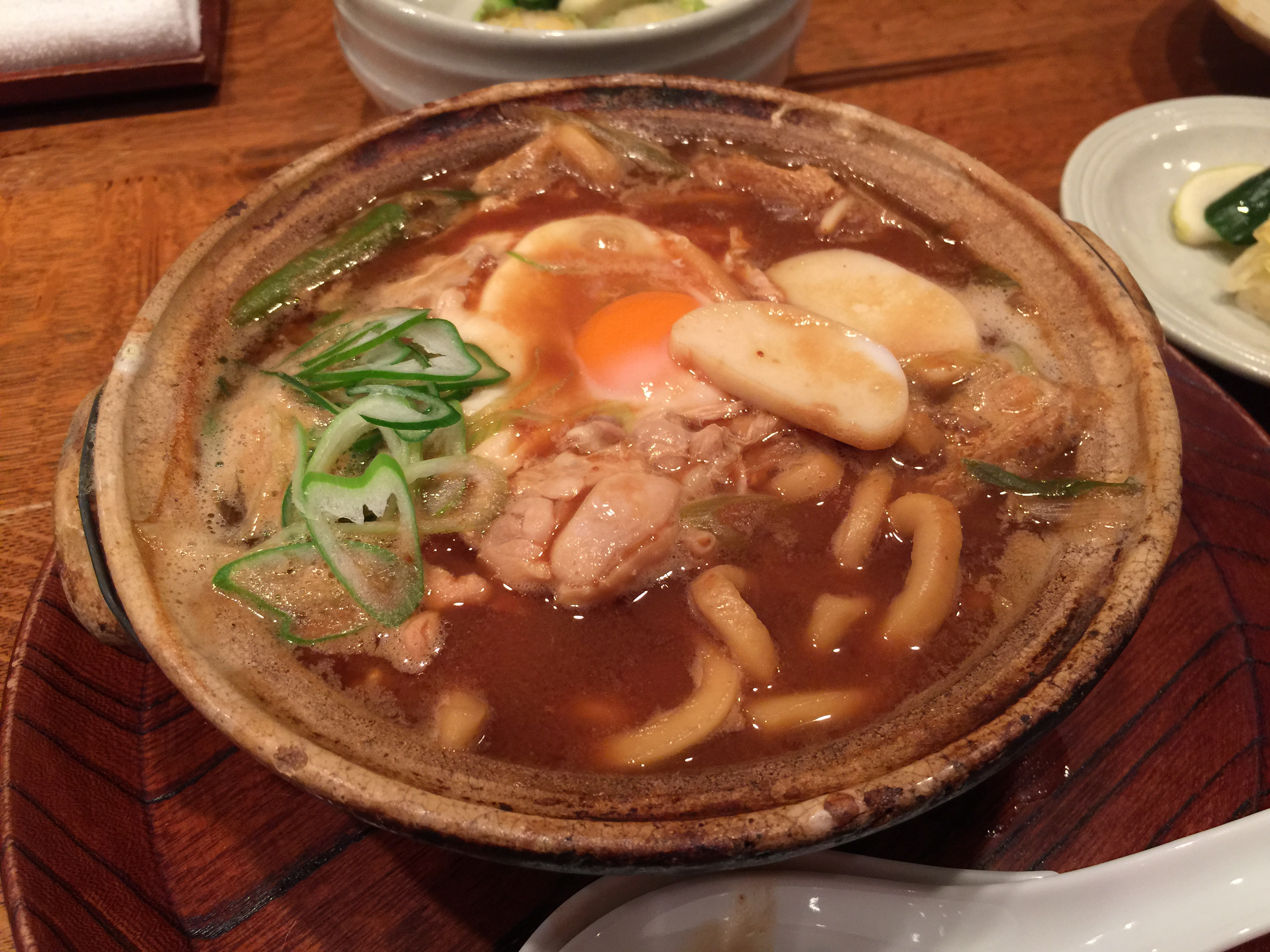
味噌煮込みうどん
味噌仕立ての煮込みうどんは、地域の代表的な郷土料理としている愛知県をはじめとして日本各地にある。
ほうとう
山梨県全域で作られる郷土料理で、カボチャや根菜類など季節野菜主体とした味噌汁に、生地に塩を練りこまずコシを作らない状態で幅広に切った麺を、打ち粉が付いたままの生状態から入れて煮込む。またこの調理法のために汁にとろみがある。
煮ぼうとう
埼玉県深谷を中心とした郷土料理。幅広の麺（およそ2.5cm、厚さ1.5mm程度）と、深谷ねぎ、根菜類を使い、生めんの状態から煮込む。生めんから煮込むことで、適度な「とろみ」がある。山梨県のほうとうとの違いはほうとうが味噌味であることに対し、醤油で味をつけることが特徴である。また煮ぼうとうにはカボチャを入れないのが一般的である。
おっきりこみ
二毛作による粉食文化のある群馬県・埼玉県北部・秩父地方の野菜煮込みうどん。醤油仕立てのものと味噌仕立てのものがある。
うどんすき
うどんが主役の鍋料理。昭和初期に大阪で発祥。鍋に薄味のつゆを張り、鶏肉や魚介類、豆腐、季節の野菜など14〜15種類の具材と共にうどんを入れて食べる。うどんや具材の多くはあらかじめ茹でてあるものを用いるため、軽く温める程度でさほどは煮込まない。
南部はっと
岩手県の郷土料理であり魚介類をふんだんに使った汁で幅のひろいうどんを煮込んだ鍋料理。